# بيلي باركر (مهندس)
بيلي باركر (بالإنجليزية: Billy Parker)‏ هو مهندس أمريكي، ولد في 9 يناير 1977 في Denver, North Carolina ‏ في الولايات المتحدة.

## وصلات خارجية
- بيلي باركر على موقع Racing-Reference.info (الإنجليزية)